# Arrhytmus fenestratus
Arrhytmus fenestratus är en skalbaggsart som först beskrevs av Belon 1902.  Arrhytmus fenestratus ingår i släktet Arrhytmus och familjen långhorningar.
Artens utbredningsområde är:
- Angola.
- Gabon.
- Madagaskar.

Inga underarter finns listade.